# Campeonato Alemán de Fútbol 1933
El Campeonato Alemán de Fútbol 1933 fue la 26.ª edición de dicho torneo.   

## Fase final

### Octavos de final
| Hamburgo SV | 1 – 4 | Eintracht Frankfurt |

| VfL Benrath | 0 – 2 | TSV 1860 Múnich |

| Fortuna Düsseldorf | 9 – 0 | Vorwärts RaSpo Gleiwitz |

| Dresdner SC | 1 – 2 t.s. | SV Arminia Hannover |

| Beuthener SuSV | 7 – 1 | SV Prussia-Samland Königsberg |

| FSV Frankfurt | 6 – 1 | PSV Chemnitz |

| Hindenburg Allenstein | 4 – 1 | Hertha BSC |

| FC Schalke 04 | 4 – 1 | BFC Viktoria 1889 |

### Cuartos de final
| SV Arminia Hannover | 0 – 3 | Fortuna Düsseldorf |

| Eintracht Frankfurt | 16 – 2 | Hindenburg Allenstein |

| FC Schalke 04 | 1 – 0 | FSV Frankfurt |

| TSV 1860 Múnich | 3 – 0 | Beuthener SuSV |

### Semifinales
| Fortuna Düsseldorf | 4 – 0 | Eintracht Frankfurt |

| FC Schalke 04 | 4 – 0 | TSV 1860 Múnich |

### Final
| Fortuna Düsseldorf | 3 – 0 | FC Schalke 04 |

|                                      |
| Campeón Fortuna Düsseldorf 1° título |

## Goleadores
|    | Jugador           | Equipo              | Goles |
| -- | ----------------- | ------------------- | ----- |
| 1° | Karl Ehmer        | Eintracht Frankfurt | 6     |
| 2° | Georg Hochgesang  | Fortuna Düsseldorf  | 5     |
| 2° | Paul Mehl         | Fortuna Düsseldorf  | 5     |
| 2° | Felix Zwolanowski | Fortuna Düsseldorf  | 5     |
| 5° | August Möbs       | Eintracht Fráncfort | 4     |